# Aventí (déu)
Aventí, fill d'Hèrcules i de Rea, una sacerdotessa, que el va tenir quan l'heroi va passar per Roma tornant de l'expedició dels bous de Gerió. Servi diu que va morir assassinat i va ser enterrat al turó de Roma que més tard va portar el seu nom.